# 曙光镇 (辽阳市)
曙光镇，是中华人民共和国辽宁省辽阳市宏伟区下辖的一个乡镇级行政单位。

## 行政区划
曙光镇下辖以下地区：
峨嵋社区、忠旺社区、八棵树社区、徐家屯村、大打白狐村、小打白狐村、杨家花园村、石场峪村、南八里庄村、四里庄村、峨嵋村、前进村、杜家洼子村、东三里庄村、望宝台村和旭家沟村。